# PBY Catalina Calypso II
Pour les articles homonymes, voir PBY, Catalina et Calypso (homonymie).
Dimensions
Le PBY Catalina Calypso II ou Flying Calypso est un hydravion à coque bimoteur PBY-6A Catalina, acquis en 1974 par le commandant Cousteau, utilisé avec son navire océanographique Calypso pour l'exploration océanographique.

## Historique

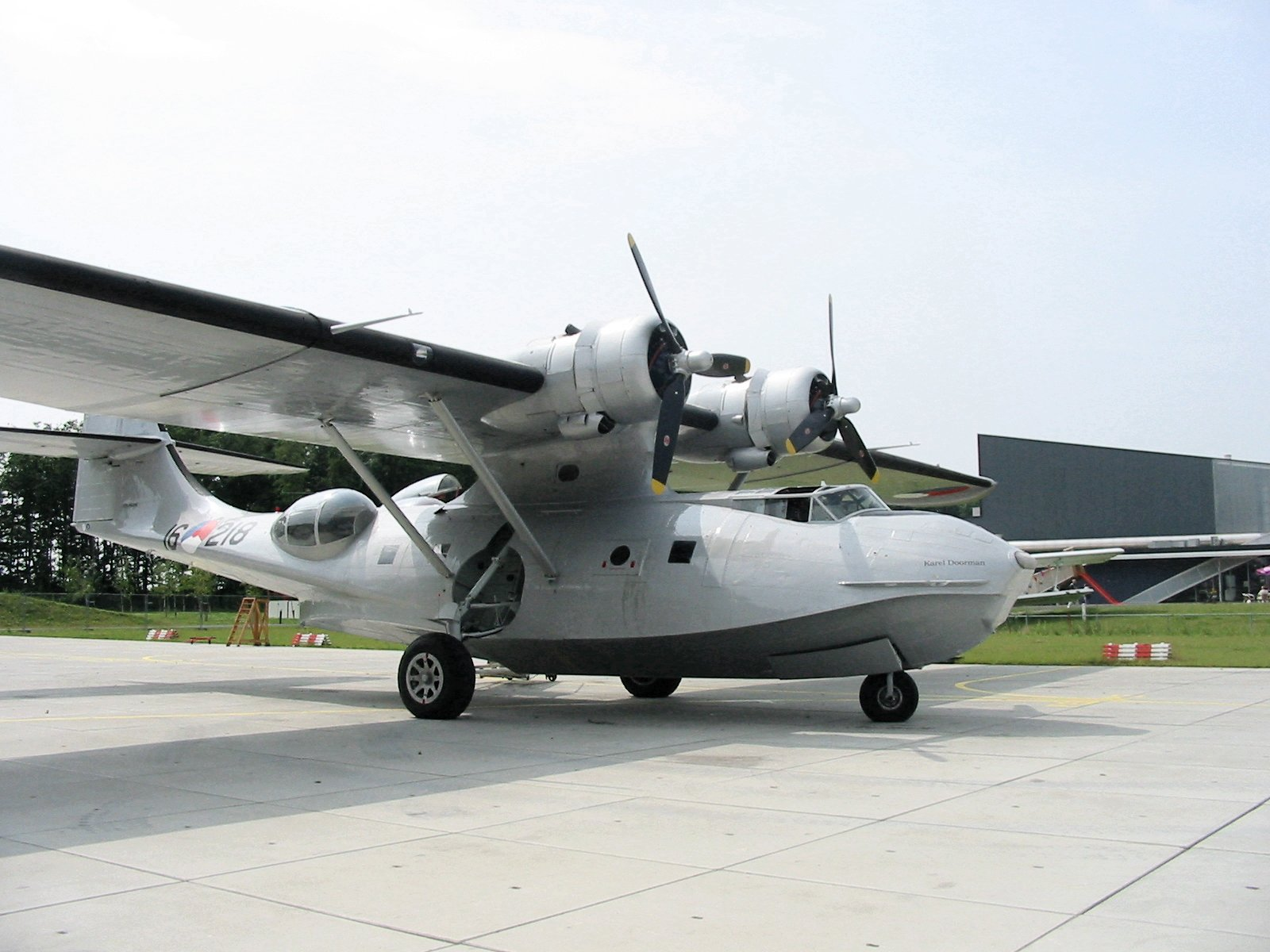
Un PBY Catalina semblable au Flying Calypso

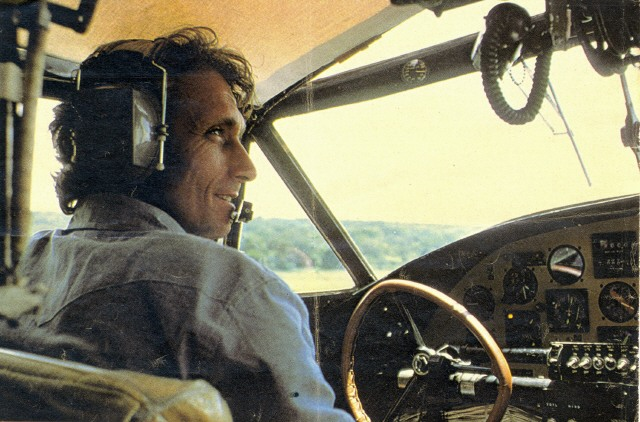
Avec Philippe Cousteau aux commandes sur le lac Victoria en Afrique en 1978.

Le commandant Cousteau acquiert cet hydravion américain PBY-6A Catalina de la Seconde Guerre mondiale en 1974, à Fort Lauderdale en Floride, avec une capacité de 8 passagers, propulsé par 2 moteurs Pratt & Whitney de 2 x 1 200 ch, et un rayon d'action de plus de 1000 milles marins (1850 km). 
Surnommé « Calypso II » ou « Flying Calypso » il est entièrement réaménagé et équipé pour l'exploration océanographique, et utilisé en particulier par son fils Philippe Cousteau dans le cadre du tournage de la filmographie de Jacques-Yves Cousteau et de L'Odyssée sous-marine de l'équipe Cousteau. 
Il fait accidentellement naufrage le 28 juin 1979 à Alverca do Ribatejo, sur le Tage près de Lisbonne au Portugal, en heurtant un banc de sable à fleur d'eau du fleuve, entraînant le décès tragique de son pilote Philippe Cousteau à l'age de 38 ans.  

## Télévision
- 1974 à 1979 : Filmographie de Jacques-Yves Cousteau

## Cinéma
- 2016 : L'Odyssée, de Jérôme Salle, avec Lambert Wilson dans le rôle du commandant Cousteau, et Pierre Niney dans celui de Philippe Cousteau[3],[4].

## Navires de Cousteau
- Calypso, navire océanographique de 1943, acquis en 1949.
- SP-350 (1959), SP-500 (1965) et SP-3000 (1966), sous-marins de poche
- Alcyone, navire océanographique expérimental à turbovoile, conçu par Cousteau et mis à l'eau en 1985.
- Calypso II, second projet de bateau océanographique expérimental à turbovoile, arrêté en 1997, à la suite de la disparition du commandant.